# Ђорђо Наполитано
Ђорђо Наполитано (итал. Giorgio Napolitano; Напуљ, 29. јун 1925 — Рим, 22. септембар 2023) био је италијански политичар и председник Италије. 10. маја 2006. године изабран је за једанаестог председника Италије. 15. маја 2006. Наполитано је свечано преузео дужност председника Италије од Карла Азеља Ћампија. Ово је први пут у историји Италије, да некадашњи комуниста ступи на чело државе. 1942. године Наполитано је основао једну комунистичку групу која је имала за циљ акције против фашистичке власти. 1947. године, дипломирао је правне науке.

## Биографија
Године 1945. Наполитано је ступио у Комунистичку партију Италије, а 1953. је постао посланик. Политички противници су га нападали, као и већину комуниста педесетих година, да умањује злочине стаљинизма. Наполитано је касније ушао у национални комитет своје партије и постао је једна од најутицајнијих персона међу комунистима. Притом је важио као један од водећих заступника благог социјал-демократског крила партије, такозваних Миљориста (Miglioristi).
Након промјене имена партије у (Democratici di Sinistra = Демократе левице), која је наводно била иницирана са његове стране, и даље је остао у водећим политичким функцијама.
У својој функцији спољно-политичког делегата, често је упадао у свађе, пошто се залагао за уску сарадњу између своје земље и САД. „Морамо спријечити покушај, да се Америка поново учини страшилом љевичара“, изговорио је Наполитано 1991. на дану партије, када је и одобрио прву америчку инвазију на Ирак.
Од 1992. до 1994. Ђорђо Наполитано је био предсједник италијанске скупштине, а од 1996. постављен је на функцију министра унутрашњих послова, све до 1998. На функцији посланика у европском парламенту био је од 1999. до 2004. године. У октобру 2005. претходни предсједник Италије Карло Азељо Ћампи прогласио је њега и Серђа Пининфарина за доживотне сенаторе.
7. маја 2006. године Романо Проди га је предложио као компромисног кандидата за службу италијанског предсједника. 10. маја 2006, у четвртом кругу избора је изабран за предсједника. Ђорђо Наполитано у Италији важи као племић италијанске политике, често описиван као скроман и умјерен. Због своје велике сличности са посљедњим италијанским краљем, Умбертом II, често га називају и надимком „принц“.
После истека првог седмогодишњег мандата 20. априла 2013. поново је изабран за председник републике и добио нови мандат од стране италијанског Парламента. Први је председник у историји Италије који је добио други председнички мандат.
14. јануара 2015. поднео је оставку са места председника.
У младости, Наполитано је поред осталог био активан и као глумац. А писање пјесама под псеудонимом Томасо Пињатели (Tommaso Pignatelli) све до данас је остао његов велики хоби. Ожењен је са Клио Мариом Битони, са којом има два сина.